# إنفيزيمالس: ذا لوست كيندوم
إنفيزيمالس: ذا لوست كيندوم (بالإنجليزية: The Lost Kingdom)‏ ، هي لعبة فيديو إلكترونية من نوع مغامرات، أنتجها شركة نوفارما الإسبانية سنة 2013م، وتعمل حصرياً لنظام بلاي ستيشن 3. The game has a score of 67% on Metacritic.

## مصدر
1. ↑  "All PS Now games A-Z" (بالإنجليزية). Archived from the original on 2021-07-03. Retrieved 2021-07-05.
2. ↑  Invizimals: The Resistance for PlayStation Vita Reviews - Metacritic نسخة محفوظة 13 مايو 2017 على موقع واي باك مشين.

## وصلة خارجية
- الموقع الرسمي